# Люблін (аеропорт)
Аеропорт Люблін (пол. Port Lotniczy Lublin, (IATA: LUZ, ICAO: EPLB)) — аеропорт за 10 км на схід від центральної частини Любліна, Польща біля міста Свідник. Аеропорт має злітно-посадкову смугу завдовжки 2520 м, аеропорт здатен обробляти 4 літаки класу Boeing 737—800 одночасно. Будівництво розпочалося восени 2010 року, а офіційне відкриття відбулося 17 грудня 2012 року Новий аеропорт замінив ґрунтову злітно-посадкову смугу (1,200 × 50), який служив летовищем вертолітному заводу PZL-Świdnik, і був відомий як аеропорт Свідник з ідентифікатором ІКАО — EPSW.

## Історія

### Ранні роки
Будівництво летовища Свідник розпочалося в 1935 році і тривало близько чотирьох років. Офіційно летовище було відкрито 4 червня 1939 року. Воно було побудовано на замовлення польської організації, що пропагувала поширення авіації серед широких верств, і мало використовуватися як навчальний центр школи пілотів. Проте під час Другої світової війни, воно використовувалося Люфтваффе, оскільки незабаром після відкриття летовища, у вересні 1939 року, Польща була окупована, а потім і радянськими ВПС, коли в 1944 році Люблін було захоплено Червоною Армією. Перед відступом німці зруйнували будівлі летовища.

### По Другій світовій війні
Як пасажирський аеропорт, летовище у Свіднику було відкрито 30.11.1945. Воно обслуговувало лінію Варшава — Лодзь -Краків — Ряшів — Люблін — Варшава. Проте відомостей про роботу аеропорту того часу практично не збереглося. Відомо, що пізніше лінія була закрита і аеропорт втратив всі рейси. У 1949 році уряд Польщі ухвалив рішення про будівництво PZL-Świdnik у Свіднику, розташованому поруч з аеродромом. Перші вертольоти зійшли з конвеєра в 1956 році, а повномасштабне виробництво розпочалося з 1957 року.
Завод працевлаштував частину співробітників LWS, довоєнного авіазаводу в Любліні, який працював з 1936 по 1939 роки, який, в свою чергу, був наступником першого польського авіаційного конструкторського бюро Plage i Laśkiewicz, що працював в Любліні з 1920 по 1935 роки. У цього заводу було своє власне летовище у межах міста Люблін, але він був закритий і після війни не відновлювався. Одна з вулиць Любліна, що проходить через район летовища, була названа Lotnicza (Авіаційна вулиця).

### Сьогодення
Необхідність аеропорту в Любліні, 9-му за величиною місті Польщі, відчувалася вже з середини XX століття. У 2008 році проєкт аеропорту отримав фінансування від Європейського Союзу в розмірі 84.1 млн євро. Конкурс на дизайн аеропорту виграв польсько-іспанський консорціум SENER Ingeniería у Sistemas (проєктування і майстер-план) і Варшавська архітектурна фірма ARE (архітектура). Архітектурний проєкт був добре сприйнятий дизайнерським товариством; проте доведення і обробка закінченої будівлі термінала внесла свої корективи, тому будівля термінала дещо відрізняється від того, яке було в проєкті. Контракт на будівництво ЗПС було підписано в серпні 2011 року, з терміном здачі до кінця 2012 року. Роботи були виконані вчасно, операційна діяльність аеропорту розпочалася 17 грудня 2012 року.. На думку місцевої влади, реалізація проєкту аеропорту була корисна для регіону, проте агентство міжнародних новин і фінансової інформації Рейтер, в спеціальній доповіді в грудні 2014 року, виділила Люблінський аеропорт (поряд з аеропортами імені Владислава Реймонта в Лодзі і Ряшева) як неефективних субсидій ЄС через замалий пасажирообіг. З аналогічної причини, в липні 2016 року, Lufthansa оголосила про закриття свого маршруту з аеропорту Франкфурта в Люблін.

## Наземний транспорт

### Залізничний
Аеропорт Люблін має залізничну станцію через яку є сполучення зі станцією Люблін автомотрисою PKP class EN57. Час в дорозі займає близько 15 хвилин від центрального залізничного вокзалу Любліна Квиток коштує 5,3 PLN (~ 1,3 €). .

### Автобусний
Від аеропорту до Любліна курсує спеціальний шатл, з гнучким графіком, який прибуває в аеропорт за 2 години до кожного рейсу, і відходить з аеропорту за 25 хвилин після прибуття рейсу

## Власники
Акціонерне товариство Аеропорт Люблін створено чотирма акціонерами. Власниками аеропорту є органи місцевого самоврядування міст Люблін (60,1955% акцій) і Свіднік (5,5440%), Люблінського воєводства (34,2513%) і Свідніцького повіту (0,0093%).

## Авіалінії та напрямки, червень 2023
| Авіакомпанія        | Пункт призначення                            |
| ------------------- | -------------------------------------------- |
| LOT Polish Airlines | Варшава-Шопен                                |
| Ryanair             | Мілан-Бергамо, Дублін, Гданськ, Лондон–Лутон |
| Wizz Air            | Лондон–Лутон Сезонний: Бургас, Спліт         |

## Статистика
| рік  | пасажирообіг | вантажообіг | авіатрафік |
| ---- | ------------ | ----------- | ---------- |
| 2018 | 455.188      |             | 5.283      |
| 2017 | 430.346      | 0,014       | 4.980      |
| 2016 | 377.606      | 1,007       | 4.234      |
| 2015 | 265.111      | 14,968      | 3.732      |
| 2014 | 187.595      | 0,656       | 3.254      |
| 2013 | 189.762      | 12,000      | 2.286      |
| 2012 | 5.702        | -           | 50         |